# 24 sata (Srbija)
24 sata je medijska kuća u Srbiji koja izdaje besplatni tjednik i ima svoj portal. Osnovala ga je švicarska medijska grupa Ringier u listopadu 2006. godine u Beogradu. 1. travnja 2011. objavljen je 1167. broj novina "24 sata". Ima oko 150 000 čitatelja diljem zemlje. U ovim novinama postoje rubrike o beogradskim vijestima, aktualnim događajima u zemlji i iznozemstvu, oglase, ekonomiji, športu i trgovačkim centrima Novine se mogu naći u trgovačkim centrima, autobusnim stanicama, aerodromu i slično u ranim jutarnjim satima. 